# Sokolíčko
Sokolíčko (dříve Falknov, německy Falkenau) je malá vesnice, část městyse Stonařov v okrese Jihlava. Nachází se asi 2,5 km na severovýchod od Stonařova. V roce 2009 zde bylo evidováno 18 adres. V roce 2001 zde trvale žili dva obyvatelé
Sokolíčko je také název katastrálního území o rozloze 3,77 km2.

## Název
Název se vyvíjel od varianty Falcnanaw (1356), Falknou (1358), Falknow (1378, 1386, 1480), Falkenau a Falknow (1846), Falkenau a Falknov (1872) až k podobě Sokolíčko v roce 1949. Původní místní jméno pocházelo z německého slova Falke (sokol), od toho bylo odvozeno i české pojmenování Sokolíčko.

## Historie
První písemná zmínka o obci pochází z roku 1378. V roce 1534 vesnici koupilo město Jihlava.
V letech 1869–1960 příslušel k Prostředkovicím. Od roku 1961 je místní částí Stonařova.

## Přírodní poměry
Sokolíčko leží v okrese Jihlava v Kraji Vysočina. Nachází se 2,5 km severovýchodně od Stonařova. Geomorfologicky je oblast součástí Česko-moravské subprovincie, konkrétně Křižanovské vrchoviny a jejího podcelku Brtnická vrchovina, v jehož rámci spadá pod geomorfologický okrsek Puklická pahorkatina. Průměrná nadmořská výška činí 630 metrů. V Sokolíčku se nachází rybník, v němž pramení Sokolíčský potok, na němž se na západním okraji katastru rozkládá Lesní rybník.

## Obyvatelstvo
Podle sčítání 1930 zde žilo v 17 domech 103 obyvatel. 1 obyvatel se hlásilo k československé národnosti a 101 k německé. Žilo zde 103 římských katolíků.
| Rok            | 1869 | 1880 | 1890 | 1900 | 1910 | 1921 | 1930 | 1950 | 1961 | 1970 | 1980 | 1991 | 2001 | 2011 |
| -------------- | ---- | ---- | ---- | ---- | ---- | ---- | ---- | ---- | ---- | ---- | ---- | ---- | ---- | ---- |
| Počet obyvatel | 85   | 96   | 87   | 96   | 104  | 96   | 103  | 61   | 53   | 38   | 14   | 7    | 2    | 4    |

## Hospodářství a doprava
Obcí prochází silnice III. třídy č. 4024 do Stonařova. Dopravní obslužnost zajišťuje dopravce ICOM transport. Autobusy jezdí ve směrech Kněžice a Třešť. Obcí prochází žlutě značená turistická trasa a severně od Sokolíčka cyklistická trasa č. 5215 z Uhřínovic do Cerekvičky.

## Další fotografie

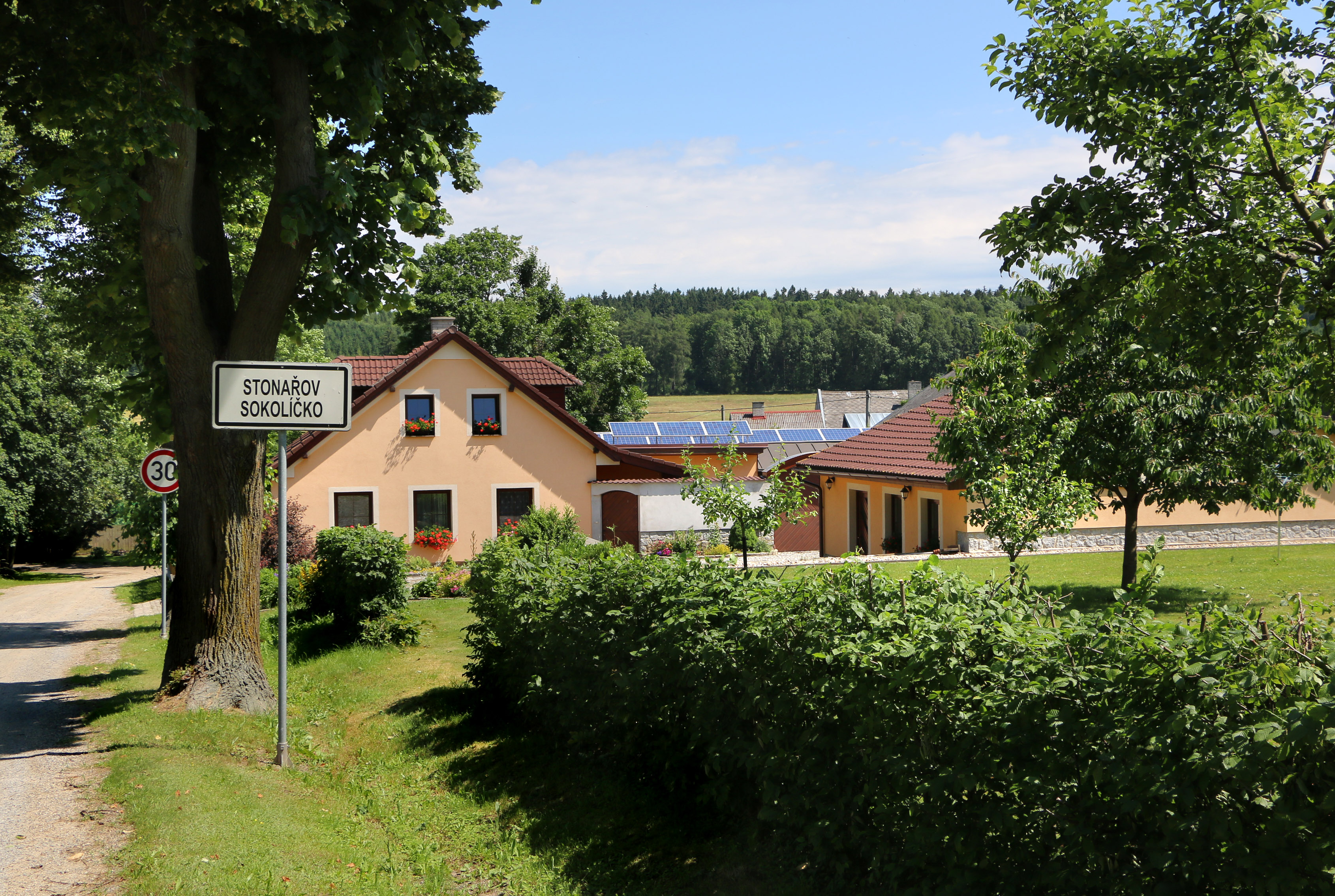
Dům čp. 17
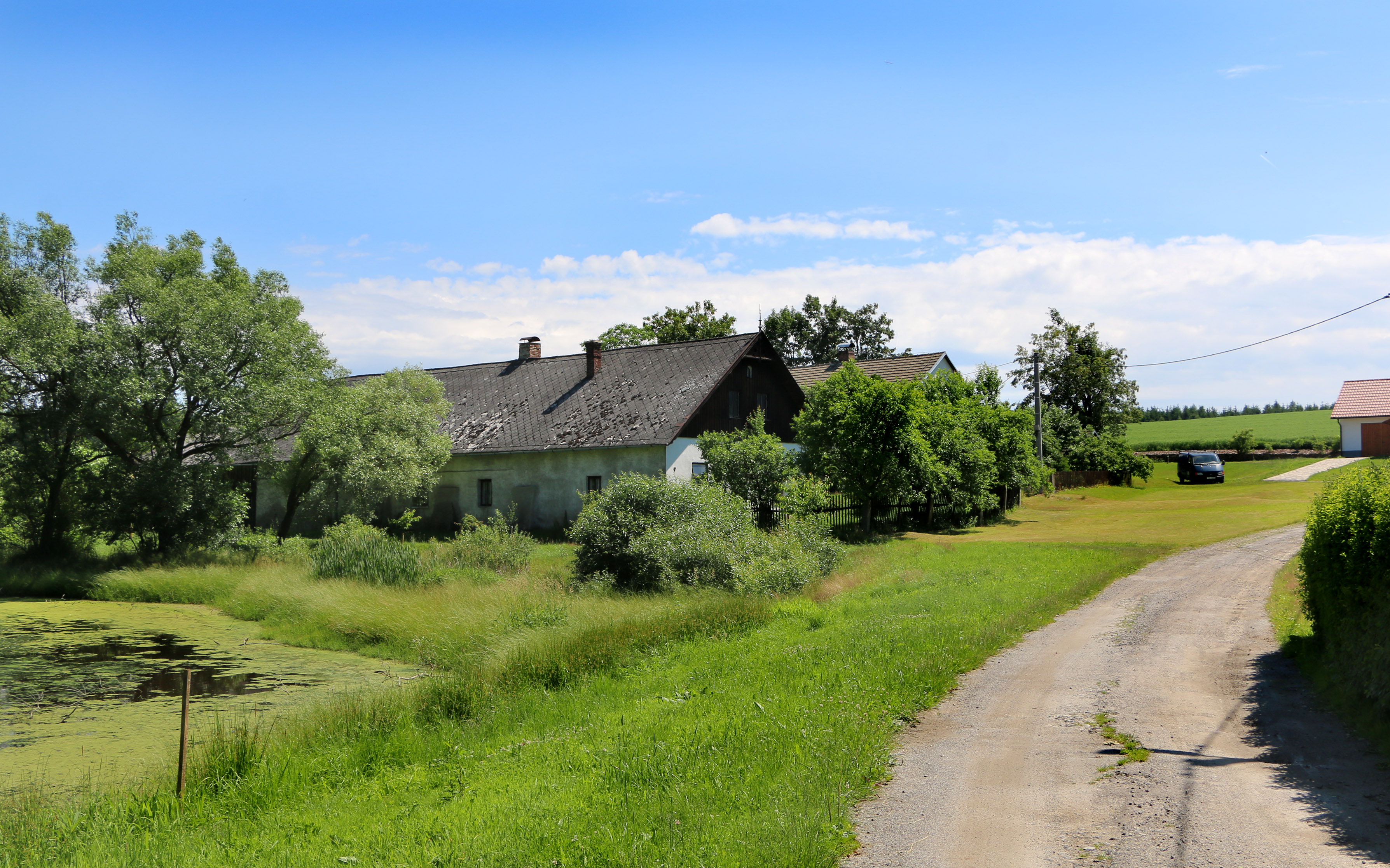
Východní část vesnice
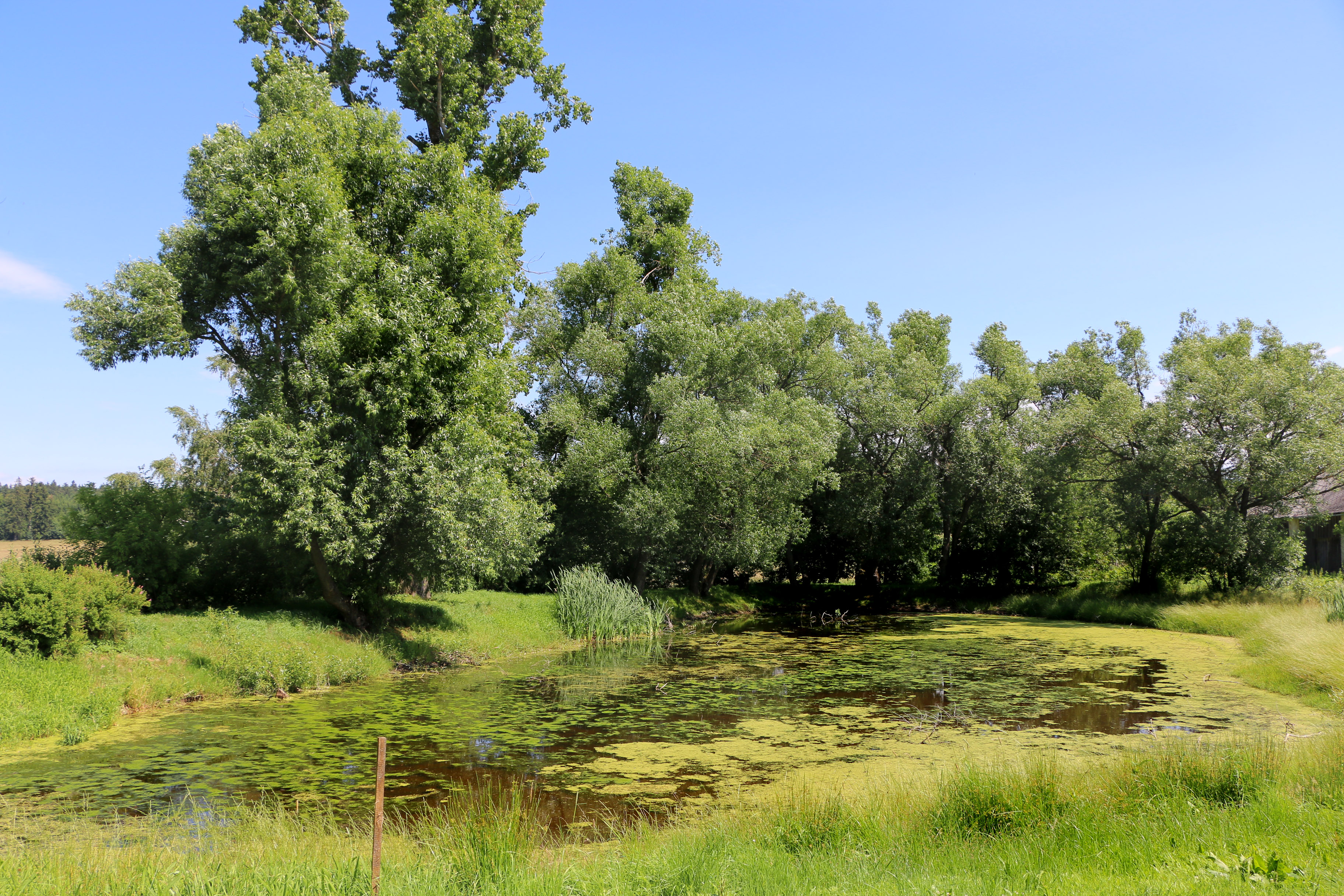
Rybník u vesnice
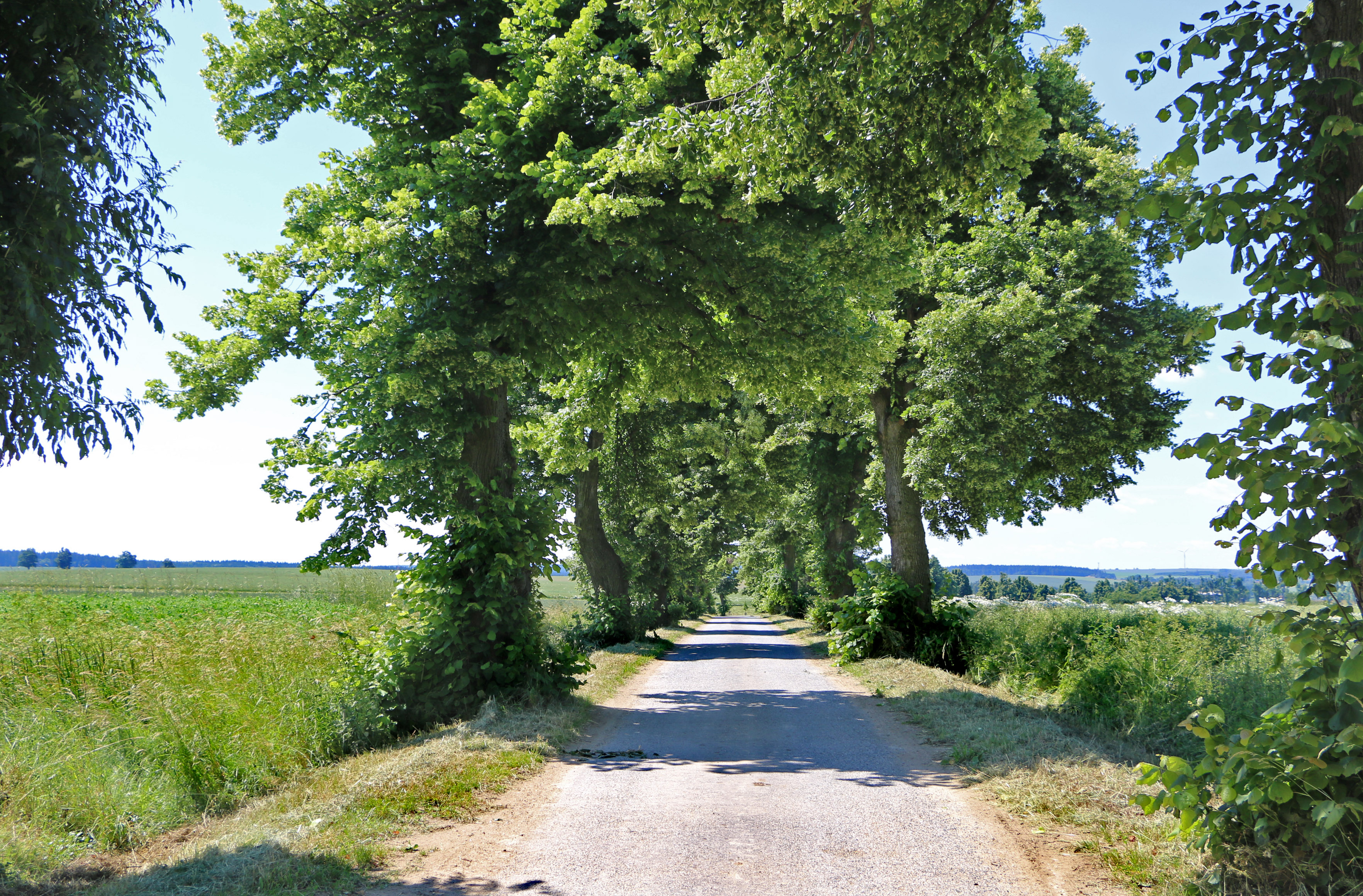
Alej u silnice k Stonařovu